# مقیاس تانر
مقیاس تانر (به انگلیسی: Tanner scale) که با مراحل تانر یا رتبه بلوغ جنسی نیز شناخته می‌شود، یک مقیاس رشد فیزیکی در کودکان، نوجوانان و بزرگسالان است. این مقیاس اندازه‌های فیزیکی رشد را برپایه صفات اصلی و ثانویه جنسی تعیین می‌کند. مانند اندازه سینه، اندام جنسی، حجم بیضه‌ها و موی زائد. این مقیاس نخستین‌بار در دهه ۱۹۴۰–۱۹۶۰ توسط جیمز تانر، پزشک متخصص اطفال اهل بریتانیا، تعریف‌شد.
باتوجه به تنوع طبیعی، افراد بسته به زمان بلوغ، مراحل مختلف تانر را با سرعت‌های گوناگون می‌گذرانند. در درمان ایدز، با مقیاس تانر بزرگ‌سال یا کودک بودن بیمار را مشخص می‌کنند تا دستورالعمل مناسب برای درمان او به‌کار رود.

## تعریف مراحل
برگرفته از متنی نوشته دکتر لارنس ناینشتاین

### اندام تناسلی (مرد)

مراحل تانر در مردان.

تانر I
حجم بیضه کمتر از ۱٫۵ میلی لیتر؛ آلت تناسلی کوچک (پیش از بلوغ؛ به‌طور معمول نه سال و جوان‌تر)
تانر II
حجم بیضه بین ۱٫۶ تا ۶ میلی لیتر؛ پوست روی بیضه نازک، قرمز و بزرگ می‌شود. طول آلت تناسلی بدون تغییر (۹–۱۱)
تانر III
حجم بیضه بین ۶ تا ۱۲ میلی لیتر؛ کیسه بیضه بزرگ‌تر می‌شود. طول آلت تناسلی شروع به بیشتر شدن می‌کند (۱۱–۱۲/۵)
تانر IV
حجم بیضه بین ۱۲ تا ۲۰ میلی لیتر؛ کیسه بیضه بزرگ‌تر و تیره‌تر می‌شود. طول آلت افزایش می‌یابد (۱۲٫۵–۱۴)
تانر V
حجم بیضه بیشتر از ۲۰ میلی لیتر؛ کیسه بیضه و آلت تناسلی بزرگ‌سال (۱۴+)

### پستان‌ها (زن)

مراحل تانر در زنان.

تانر I
بدون بافت غده‌ای: هیچ رشدی وجود ندارد تنها نوک پستان برآمده است و هاله پستان هم‌تراز پوست اطراف پستان است. (پیش از بلوغ) (به‌طور معمول سن ۱۰ سال و جوان‌تر)
تانر II
غده پستان شکل می‌گیرد، با ناحیه کمی در اطراف بافت غده. هاله پستان شروع به گسترش می‌کند (۱۰–۱۱٫۵)
تانر III
پستان شروع به برآمدگی می‌کند، و فراتر از مرزهای هاله پستان رشد می‌کند. هاله پستان به گسترش ادامه می‌دهد اما هم تراز پوست اطراف پستان می‌ماند. (۱۱٫۵–۱۳)
تانر IV
افزایش اندازه و برآمدگی پستان. هاله پستان و نوک پستان برآمدگی‌ای ثانویه تشکیل می‌دهند که هم تراز پوست پستان نیست (۱۳–۱۵)
تانر V
پستان به اندازه نهایی بزرگسال می‌رسد. هاله پستان دوباره هم‌تراز با پوست اطراف پستان می‌شود با نوک پستان برآمده و در مرکز. (۱۵+)

### زهار (مرد و زن)
تانر I
هیچ موی زائدی وجود ندارد (پیش از بلوغ) (به‌طور معمول سن ۱۰ سال و جوان‌تر)
تانر II
وجود مقدار کمی موی بلند و نرم کم رنگ در پایه آلت تناسلی مرد و کیسه بیضه (در مردان) یا بر روی لب بزرگ (زن) (۱۰–۱۱٫۵)
تانر III
مو درشت و فرفری می‌شود و شروع به گسترش جانبی می‌کند (۱۱٫۵–۱۳)
تانر IV
کیفیت مو مانند بزرگسالان است، و در سراسر تپه ونوس امتداد دارد؛ اما در ران‌های میانی ناچیز است (۱۳–۱۵)
تانر V
مو تا سطح میانی ران‌ها رشد می‌کند (۱۵+)

## نقد
این مقیاس توسط صنعت پورنوگرافی مورد انتقاد قرار گرفته است. احتمالاً به این دلیل که منجر به تهمت‌های کاذب در مورد پورنوگرافی کودکان می‌شود؛ مانند زمانی که مقامات فدرال آمریکا از آن استفاده کردند تا ادعا کنند که لوپه فوئنتس زیر سن قانونی است. فوئنتس شخصاً در دادگاه حاضرشد و مستنداتی را ارائه کرد که نشان می‌داد او در آن هنگام بالای سن قانونی بوده‌است. تانر، نویسنده این سیستم طبقه‌بندی، بیان‌کرد که به‌کارگیری از این روش برای تعیین سن افراد، نادرست است. مراحل تانر سن افراد را نشان نمی‌دهند بلکه تنها نشان‌دهنده مراحل بلوغ هستند.